# Горичник горный
Горичник горный, или Горногоричник большой (лат. Peucedanum oreoselinum), или по устаревшей классификации Черногоричник горный, или Горнокоричник чёрный (лат. Oreoselinum nigrum)  — многолетнее травянистое растение, вид рода Горичник семейства Зонтичные. 

## Название
Научное латинское родовое название Peucedanum происходит от др.-греч. πευκεδανός (peukedanós), образованного в свою очередь от корня др.-греч. πεύκη (peúkē — сосна, особ. Сосна черная), со значением «жгучий, горький, резкий по вкусу как дёготь, хвойная смола». Несколько иная интерпретация изложена в Ботаническом словаре Анненкова, где указывается происхождение названия от слов «Peuce — ель и danos — низкій, т. е. малорослая ель, потому что изъ нея извлекали родъ смолы (Diosc. III. 76)». Русскоязычное родовое название является словоформой от прилагательного «горький», о чём упоминается в соответствующей словарной статье словаря В. Даля. 
Видовой эпитет oreoselinum научного латинского названия происходит от корней др.-греч. ὄρος (óros - гора) и  др.-греч. σέλῑνον (sélīnon — сельдерей), сочетанием которых обозначался ботанический род  Oreoselinum — Горнокоричник, в настоящее время являющийся устаревшим синонимом рода Горичник. В русскоязычной ботанической литературе используется усеченный перевод латинского эпитета, позволяющий избежать путаницы со старым родовым именованием.

## Ботаническое описание[10][11]
Многолетнее растение, практическое голое, часто красноватое, высотой 30–100 см. 

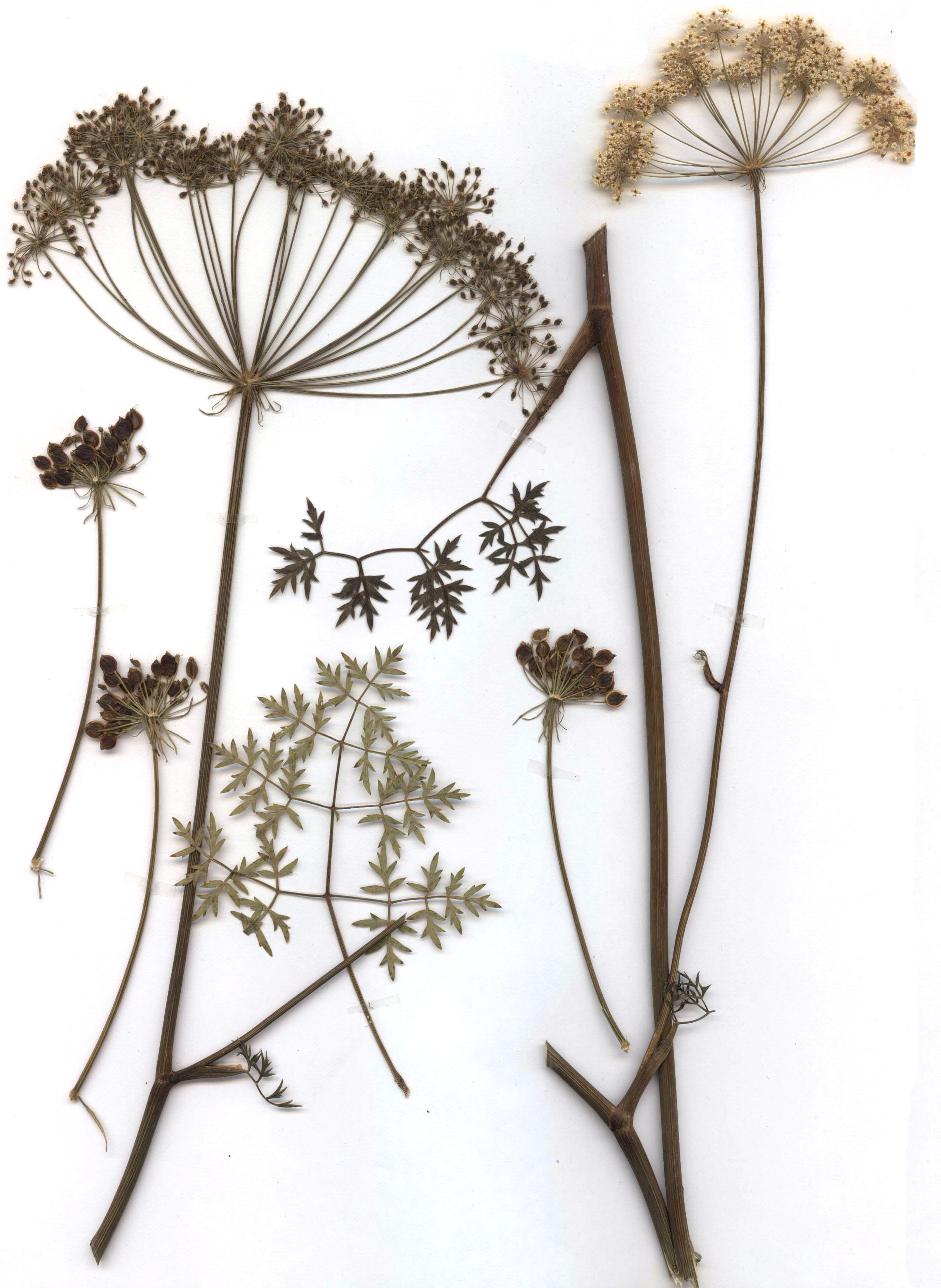
Гербарный экземпляр из Нижней Франконии.

Корень веретеновидный, 6–10 см толщиной, корневая шейка одета волокнистыми остатками отмерших листьев.

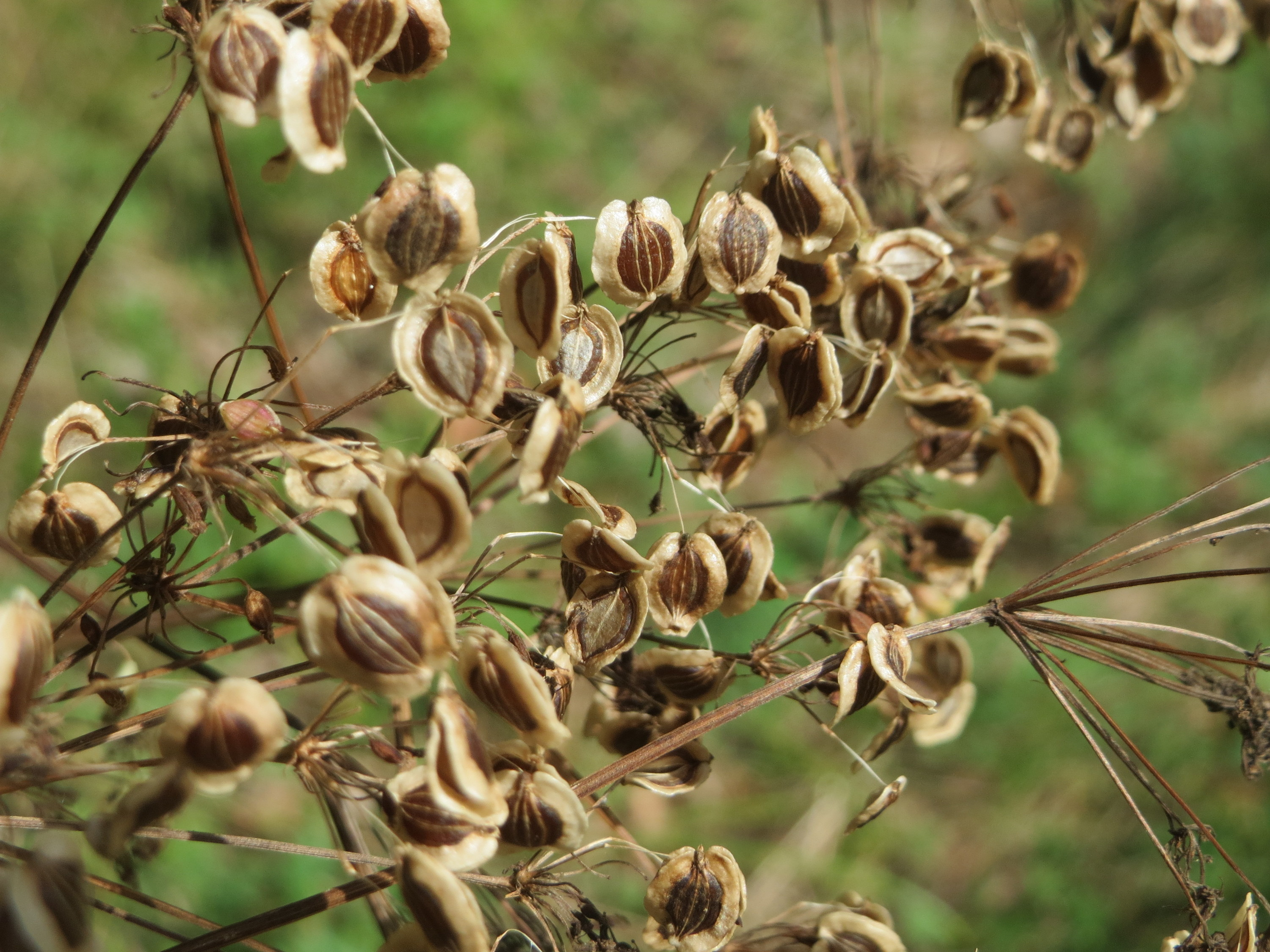
Соплодие

Стебель прямой округлый, тонко-бороздчатый, голый или в нижней части мягко опушенный, немного ветвистый. 
Прикорневые листья в  очертании треугольные, толстоватые, с верхней стороны чуть блестящие, снизу слегка более светлые, 30–40 см длиной и 15 см. шириной. Дважды-трижды перисто рассеченные, первичные и вторичные доли на черешочках, перпендикулярные стеблю или коленчато отогнутые вниз. Доли последнего порядка яйцевидные, глубоко перисто лопастные или перисто рассеченные, их дольки обратнояйцевидные, клиновидные, 1–2 см длиной и 0,5–1 см шириной. По краю чуть шероховатые и слегка завернутые внутрь, пильчато зубчатые. Зубцы оканчиваются коротким, туповатым, хрящеватым заострением. Самые верхние листья менее рассеченные, сидячие на немного вздутом влагалище.
Зонтики с 11–25 (15–30) тонкими, почти одинаковой длины (около 5 см), гладкими или по внутренней стороне шероховатыми лучами, в поперечнике 10–15 см. Обёртка из 9–13 ланцетовидных или линейно-шиловидных, тонко заостренных, завернутых книзу, по краю пленчатых листочков. Зонтички в поперечнике 2,5 см, обёрточка из 7–9 линейно-шиловидных листочков, почти равных зонтичкам. 
Лепестки белые или красноватые, почти округлые, около 1 мм длиной и шириной, к основанию суженные в короткий ноготок, выемчатые и с загнутой внутрь верхушкой, бугорчатые.
Плод широко эллиптический, почти округлый, 5–8 мм длиной, 4–7 мм шириной, обыкновенно в два раза короче своих ножек. Подстолбие коротко коническое, столбики отогнутые в полтора-два раза длиннее подстолбия. Три спинные ребра чуть выступающие, боковые - крылатые до 0,75 мм шириной, несколько вздутые, 0,6–0,8 мм шириной.
Число хромосом: 2n = 22.

## Распространение и экология[10][11]
В природе встречается в дубовых и сосново-дубовых лесах, в сосновых борах, по лесным опушкам, в кустарниках.
Естественный ареал охватывает Европейскую часть России и Кавказ; Скандинавию, Среднюю и южную Европу, Балканы, Великобританию. Не встречается на островных территориях, крайнем юге и большей части северной оконечности Европы.

## Охранный статус
Охранный статус вида Международным союзом охраны природы не определен. В России вид не включен в Красную книгу Российской Федерации, но занесен в региональные издания — КК Псковкой области, КК Московской области (под названием Черногоричник горный), КК Республики Татарстан (под названием Горногоричник черный).

## Растительное сырьё

### Химический состав
Корни содержат эфирное масло 0,15 %, терпеноид пеуцелинендиол, фалькариндиол, кумарины (атамантин, изопимпинеллин, императорин, ороселол, изовалератколумбианетина), в составе выявлены высшие жирные кислоты: линолевая, олеиновая, пальмитиновая, линоленовая, стеариновая, миристиновая. 
В надземной части содержатся флавоноиды, в стеблях — эфирное масло 0,29 %, в его составе лимонен, альфа-пинен, п-цимол, гамма-терпинен. Листья содержат эфирное масло 1,28 %, кверцетин, рутин, изорамнетин; соцветия — эфирное масло 1,7–2,3 %, в его составе лимонен, гамма-терпинен, сабинен, альфа-пинен; цветки— кемпферол, кверцетин. В плодах обнаружено эфирное масло, флавоноиды (гликозиды кемпферола, цверцетина и изорамнетина), жирное масло 26,6 %, содержащее петрозелиновую кислоту 56,2 %.

## Значение и применение

### В народной медицине
С лечебной целью используются корни, листья, трава (стебли, листья, цветки). Растение обладает жёлчегонным, тонизирующим, мочегонным, спазмолитическим и антисептическим действием. Ранее из корней изготовляли препарат «орангелин» спазмолитического действия, который был рекомендован при спастических колитах, язвенной болезни желудка и двенадцатиперстной кишки, дискинезии жёлчевыводящих путей, хронической коронарной недостаточности. В народной медицине отвар корней употребляют при отёках различного происхождения. Отвар травы используется как антисептическое — при глазных болезнях. Экспериментально установлено, что атамантин и ороселол плодов обладают сосудорасширяющими свойствами.

## Классификация

### Таксономия[15]
Peucedanum oreoselinum Moench, 1794, Methodus: 82
Вид Горичник горный относится к роду Горичник (Peucedanum) семейства Зонтичные (Apiaceae) порядка Зонтикоцветные  (Apiales). Кладограмма в соответствии с Системой APG IV:
|  |                                      |  |                                   |                                   |                     |  | ещё 6 семейств | ещё 6 семейств |                 |  |  |  | еще 82 подтвержденных вида, и 85 в статусе "непроверенных" |
|  |                                      |  |                                   |                                   |                     |  | ещё 6 семейств | ещё 6 семейств |                 |  |  |  | еще 82 подтвержденных вида, и 85 в статусе "непроверенных" |
|  |                                      |  |                                   | порядок Зонтикоцветные            |                     |  |                |                | род Горичник    |  |  |  |                                                            |
|  |                                      |  |                                   | порядок Зонтикоцветные            |                     |  |                |                | род Горичник    |  |  |  |                                                            |
|  | отдел Цветковые, или Покрытосеменные |  |                                   |                                   | семейство Зонтичные |  |                |                | Горичник горный |  |  |  |                                                            |
|  | отдел Цветковые, или Покрытосеменные |  |                                   |                                   | семейство Зонтичные |  |                |                |                 |  |  |  |                                                            |
|  |                                      |  | ещё 63 порядка цветковых растений | ещё 63 порядка цветковых растений |                     |  |                | ещё 447 родов  | ещё 447 родов   |  |  |  |                                                            |
|  |                                      |  |                                   | ещё 63 порядка цветковых растений |                     |  |                |                | ещё 447 родов   |  |  |  |                                                            |

### Синонимы
- Angelica oreoselinum  (L.) M.Hiroe
- Athamanta diffusa  Wall.
- Athamanta divaricata  Gilib.
- Athamanta divaricifolia  Stokes
- Athamanta oreoselinum  L. basionym
- Cervaria oreoselinum  Gaudin
- Oreoselinum legitimum  M.Bieb.
- Oreoselinum majus  Garsault
- Oreoselinum nigrum  Delarbre
- Oreoselis divaricata  Raf.
- Peucedanum bourgaei  Lange
- Peucedanum orbiculare  Dulac
- Selinum oreoselinum  Crantz